# Peixoto de Azevedo
Peixoto de Azevedo é um município brasileiro do estado de Mato Grosso, sendo também o centro geográfico do Brasil.[carece de fontes?]

## História
A história da cidade de Peixoto de Azevedo iniciou-se na década de 1970, período da corrida do ouro na região do atual estado do Mato Grosso.
O nome do município se refere ao Rio que banha seu território, cujo nome foi uma homenagem a Antônio Peixoto de Azevedo, tenente de milícias que, em 1819, comandou uma expedição pela região, em busca de formas de transportes em direção a Belém, já que a única opção era a chamada "Navegação Paranista." A expedição também nomeou diversos rios, como o Arinos, o Teles Pires e o Rio Sangue.
São poucos os registros históricos desse período, daí deriva a dificuldade de apontar mais detalhes dessa expedição. Sabe-se que a missão retornou à origem sem encontrar resultados satisfatórios.
Por isso, a região não foi habitada até a década de 1970, quando o Governo Brasileiro decidiu construir grandes estradas para cortar a Amazônia. Nesta época, os índios Paraná foram expulsos desta região. Também denominados Índios Gigantes ou Krên-aka-rorê, eles viviam às margens do Rio Peixoto e foram conduzidos até o Parque Indígena do Xingu pelos Irmãos Villas-Bôas. A partir de então, o 9º BEC - Batalhão de Engenharia e Construção passou aos trabalhos para a abertura da rodovia Cuiabá-Santarém, hoje conhecida como BR-163; o que inibiu a atividade garimpeira e a construção de barracas ao longo da rodovia.
Em 1979, encontraram ouro na localidade e a notícia se espalhou rapidamente, provocando uma inevitável "corrida do ouro". Milhares de pessoas, principalmente das regiões Norte e Nordeste, chegaram a Peixoto de Azevedo em busca do lendário "bamburro". Além deles, muitos colonos recém-chegados da região Sul, que haviam sido trazidos pelos projetos de colonização públicos ou privados, mudaram-se para Peixoto de Azevedo e tornaram-se garimpeiros.
As minas Peixotenses forneceram mais de 1.000 quilos de ouro por mês durante vários anos. De modo que Peixoto de Azevedo foi responsável por cerca de 10% de toda a produção nacional de ouro a década de 1980 e no início da década de 1990.
O povoado nasceu onde, atualmente, é a Rua do Comércio e a região chegou a ter mais de 90.000 habitantes, com alto índice populacional. A Cooperativa Mista de Canarana foi chamada para ajudar a resolver a desorganização social por meio da regularização fundiária junto ao INCRA. A planta da futura cidade foi projetada pelo arquiteto Pedro Kist. Um grupo de pessoas representantes da sociedade de Peixoto criou uma comissão pró-emancipação, liderada por Romilda Araújo, João Amaro, Joaquim Fernandes dos Santos Filho, Djalma Viana, Atílio Neves e José S. de Oliveira. Uma das conquistas foi a elevação de Peixoto de Azevedo a distrito de Colíder, em 16 de dezembro de 1981.
A solenidade de instalação oficial aconteceu em 15 de fevereiro de 1982. A emancipação como município foi buscada pela comissão, com o apoio do deputado Roberto Cruz, e aconteceu em 13 de maio de 1986, promulgado pelo governador Júlio José de Campos. A implantação do Município ocorreu no dia 1 de janeiro de 1987, sendo Leonísio Lemos Melo Júnior o primeiro prefeito. No mesmo dia, também foi eleita a primeira Câmara de Vereadores.
O confisco do Governo Collor, ocorrido nos anos 1990, abalou o desenvolvimento do município de Peixoto de Azevedo. A partir do século XXI, o município passou por crises político-administrativas, desacelerando ainda mais o seu desenvolvimento.
Atualmente, Peixoto de Azevedo se encontra em avançado processo de desenvolvimento rural e urbano. Os investimentos comerciais foram alavancados pela riqueza provinda dos garimpos na região.

## Geografia e clima

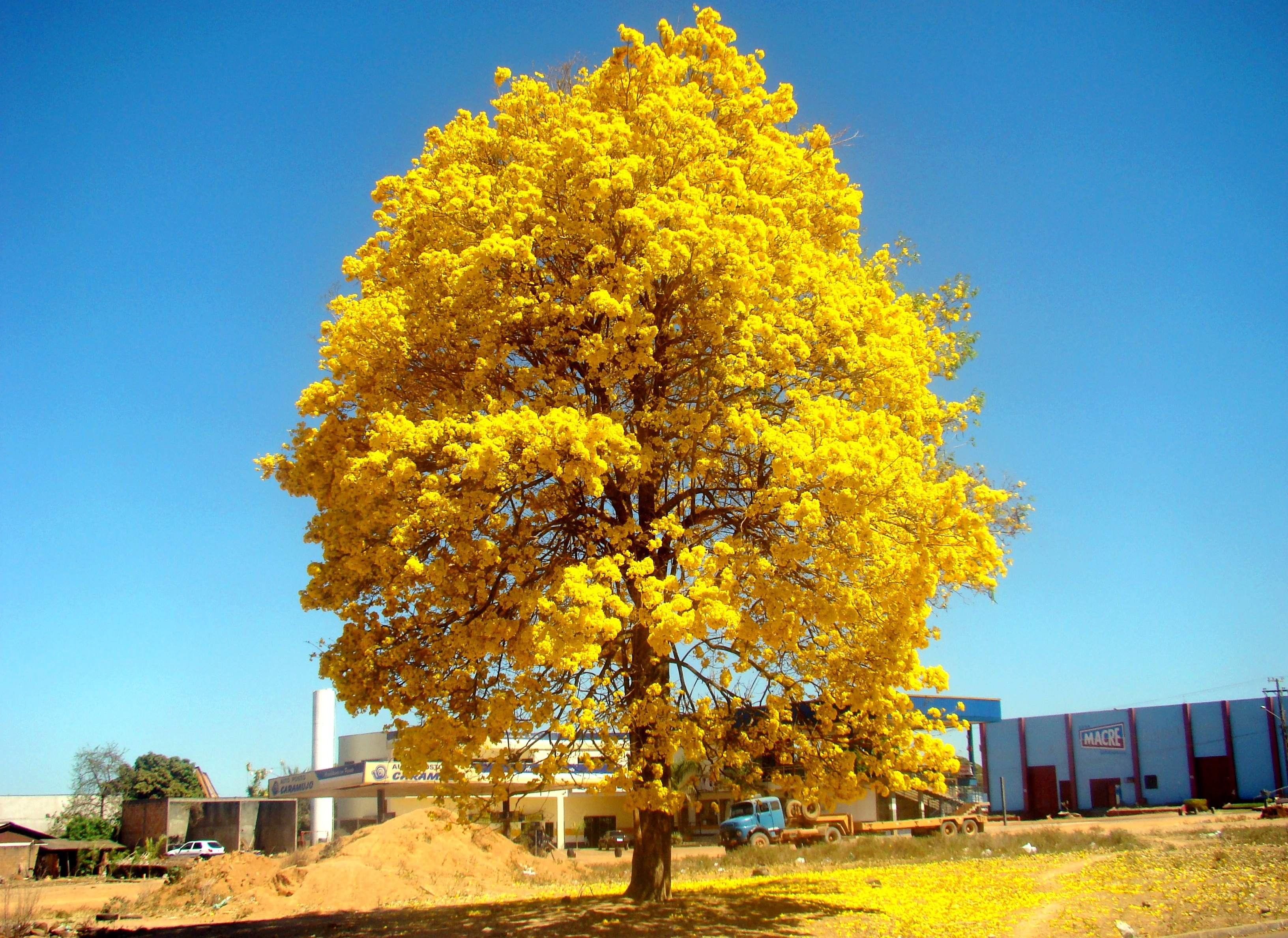
Ipê amarelo localizado às margens da BR 163.
Foto por: James Dean A. Bráz

Localiza-se no norte do Estado - Região Sul da Bacia Amazônica, na Amazônia Legal, a uma latitude 10º13'23" sul e a uma longitude 54º58'47" oeste, estando a uma altitude de 346 metros. Sua população estimada em 2004 era de 20 479 habitantes. Atualmente sua estimativa é de 32 818 (Dados IBGE 2015) habitantes sendo que a sua densidade populacional é de quase 2,02 habitantes por km quadrado segundo dados do IBGE. O município é nacionalmente conhecido por ser palco do segundo maior desastre aéreo do país, ocorrido em 29 de setembro de 2006.
Seu relevo é plano e ondulado com elevações formadoras da Bacias dos Rio Peixoto de Azevedo (principal rio que deu origem ao nome da cidade) e Iriri. Biologicamente seu solo é do tipo Latossolos (vermelho e amarelo). As suas madeiras mais comuns são: Angelin, Canela, Canelão, Garapeira, Jatobá, Cedro Amazonas, Champanhe, Itaúba, Mescla, Cambará, Amoreira, Massaranduba, Ipê, Peróba, Angico e Marupá.
Seu clima é equatorial.
Seus recursos hídricos são formados pelo Rio Peixoto de Azevedo e seus formadores, sendo eles: Pium, Peixotinho I, Peixotinho II e Piranha, também o Rio Xingu localizado na divisa ao leste do município e seus afluentes.

### Problemas socioambientais
Devido aos altos índices de devastação florestal, em 9 de novembro de 2023, o município de Peixoto de Azevedo foi incluído na relação de municípios situados no bioma Amazônia considerados prioritários pelo governo federal para ações de prevenção, controle e redução dos desmatamentos e degradação florestal.

## Reservas indígenas
Suas reservas indígenas são formadas pelas aldeias Kaiapó, Kapoto e Metuktire junto com a Reserva dos Índios Terenas, transferidos do Sul do Estado para este município no ano de 2002.

## Política e administração
Sendo um município do Brasil, Peixoto de Azevedo é administrada por dois poderes, o executivo e o legislativo, independentes e harmônicos entre si. O primeiro é representado pelo prefeito, auxiliado pelo seu gabinete de secretários e eleito pelo voto popular para um mandato de quatro anos, sendo permitida uma única reeleição para mais um mandato consecutivo, enquanto o segundo é representado pela Câmara Municipal de Peixoto de Azevedo, órgão colegiado de representação dos munícipes que é composto por vereadores também eleitos por sufrágio universal.
As atuais autoridades que ocupam cargos da organização político-administrativa de Peixoto de Azevedo são as seguintes (data: 12 de novembro de 2023):
- Prefeito: Mauricio Ferreira de Souza - PSD (2021/-)[6]
- Vice-prefeito: Gilmar Santos de Souza - PL (2021/-)[6]
- Presidente da Câmara: Rosangela de Matos Dias "Zinha" - PSD (2023/-).[7]

## Distrito União do Norte
O Distrito União do Norte teve origem devido a explosão populacional ocorrida no início de Peixoto em busca da riqueza do ouro descoberto. No ano de 1991, o censo populacional apurou mais de 37 000 habitantes no município. No mesmo ano, tudo foi ao caos por motivo da instalação do Plano Collor, que levou a falência a principal atividade econômica de Peixoto de Azevedo, a exploração do ouro. Mesmo assim, o êxodo populacional se tornava cada vez maior.

Ao se deparar com este quadro caótico que se agravava dia a dia, o novo chefe do executivo local Leonísio Lemos, que em sua juventude no ano de 1977 foi Professor de Geografia e História em Juara na Escola Estadual Oscar Soares, resolveu então, levar os renascentes do garimpo, e fixa-los no campo, onde com o apoio da prefeitura, com lotes doados de 21 alqueires cada, ali pudessem trabalhar e consequentemente tirar o sustento próprio para si e suas famílias. Pois imensas áreas de terras sem produzir, estavam nas mãos de latifundiários de outras regiões.

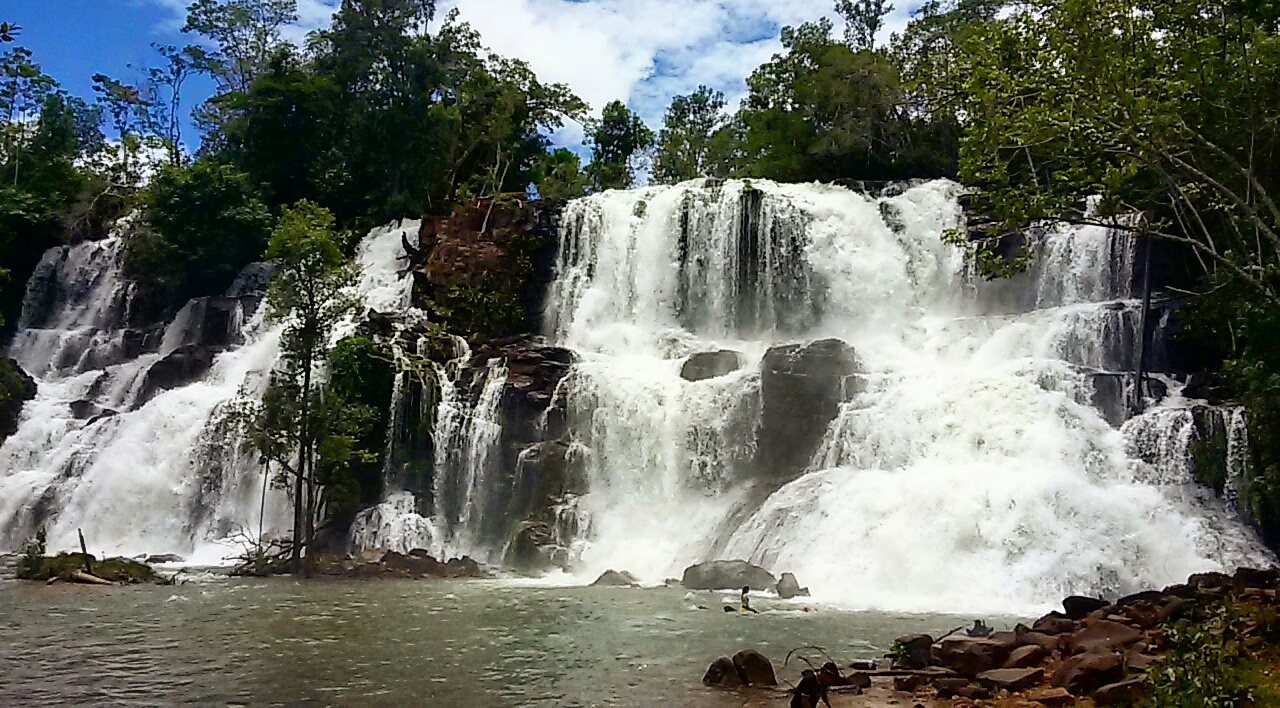
Cachoeira do Travessão 11, localizada no Distrito União do Norte. É uma das principais atrações turísticas de Peixoto de Azevedo.
Foto por: James Dean A. Bráz

Começava então, no ano de 1993, a ocupação do latifúndio pertencente à Agropecuária do Cachimbo, em que envolveu milhares de moradores de Peixoto de Azevedo. O prefeito, junto com o maquinário da prefeitura à frente, deu início ao processo de assentamento rural em uma gleba de terras, até então, completamente improdutiva. Desta forma, a cidade se desafogou e foi criado um centro de produção e de absorção de mão de obra no interior, o distrito tem como principal ponto Turístico a Cachoeira da Onze com uma queda d'água de 25 metros. (livro "NA TRILHA DO OURO" do Escritor e Jornalista Vargas D. Pontes).
Hoje o Distrito União do Norte já conta com um crescimento que acontece acima da média de outras localidades e sua sede localizada às margens da rodovia MT 322, se iguala a uma cidade. É o maior assentamento da América Latina, já foi encapado pelo INCRA, sendo também considerado modelo de reforma agrária. Estima-se que já ultrapassou aos 12.000 habitantes desde 2010, e contando com uma infraestrutura razoável, pensa-se em emancipar, e os primeiros passos para isto já tramita na Assembleia Legislativa de Mato Grosso. Entre 2013 e 2014 estava na lista do projeto de lei sobre a criação de novos municípios, aonde foi aprovado pelo senado, mas por enquanto, vetado por duas vezes seguidas pela Presidente Dilma Rousseff.

## Economia
Sua economia se baseia na mineração e na agricultura. O ouro, longe do que era na década de 80, ainda responde com uma parcela significativa no giro financeiro da cidade. A cada ano aumenta a área cultivada e o número de pessoas que passam a investir no campo. A pecuária também tem participação importante no contexto econômico peixotense. O comércio peixotense também passou por um momento de adaptação. Hoje o comércio local é composto por centenas de estabelecimentos que oferecem praticamente de tudo. Antes, o que era encontrado em outras cidades, já está disponível nas empresas peixotenses fazendo do município um pólo comercial da região. A criação de frangos, a pesca, a produção de farinha, produção de arroz, criação de codornas, as pequenas indústrias artesanais e as fábricas de móveis são outras áreas importantes de sua economia. Além das atividades mencionadas, merece destaque o polo industrial peixotense, que se tornou o maior produtor de giricos da América Latina, e o terceiro maior produtor de ouro no pais.

## Comunicação

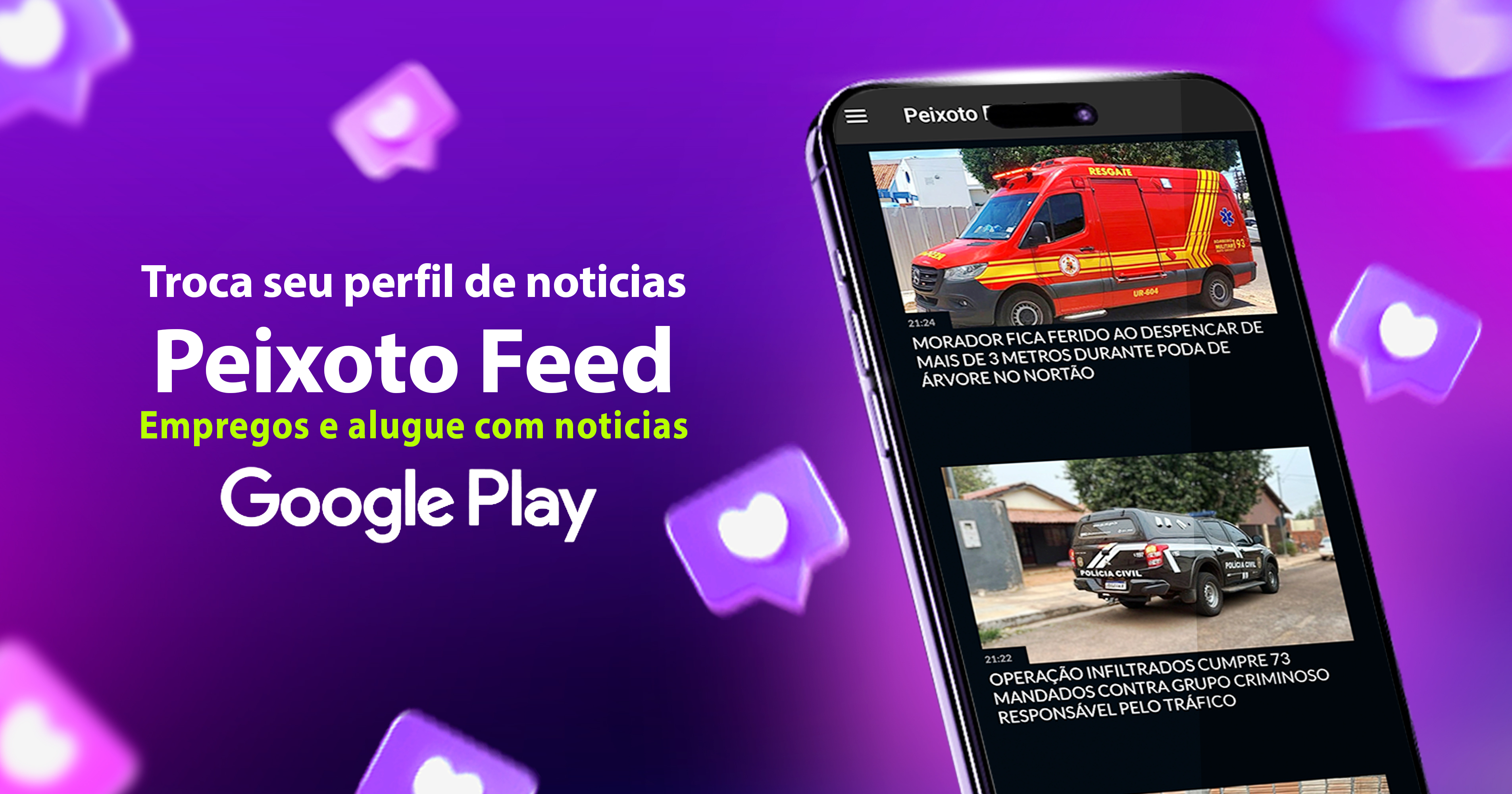
O Peixoto Feed é um aplicativo de notícias de Peixoto de Azevedo que também disponibiliza vagas de emprego e aluguel. O aplicativo está disponível no Android

A televisão, o rádio e a internet são os principais meios de comunicação de Peixoto de Azevedo, são eles:
- PORTAL OLHAR CIDADE - Site de notícias criado em Matupá e que abrange 32 municípios ao Norte do Estado, incluindo Peixoto de Azevedo.
- PEIXOTO FEED - Um aplicativo de noticias e vagas de empregos com aluguel da cidade de Peixoto de Azevedo - MT
- TV MIRAGEM Canal-11 - Emissora de TV de Peixoto de Azevedo, Inaugurada no dia 31 de julho de 1994, filiada à Rede Record e faz parte da rede de jornalismo da TV Gazeta.
- TV PEIXOTO Canal-35 - É a segunda emissora de TV de Peixoto de Azevedo. Inaugurada no dia 2 de maio de 2017, filiada à TV à Crítica
- RÁDIO CONTI FM 94,9 - É a primeira emissora de rádio da cidade, antiga Rádio Atual inaugurada no dia 15 de outubro de 2003 pelo Grupo Gazeta de Comunicação. Atualmente a emissora faz parte do Grupo Conti de Comunicação.
- RÁDIO FOLHA FM (estéreo) 104,9 MHz - É a primeira FM da cidade e faz parte a da Associação Cultural de Peixoto de Azevedo, inaugurada em 2006.

Entre os sites, destacam-se:
- Olhar Cidade - Seu endereço é "www.olharcidade.com.br"
- Resumo Diário - Seu endereço é: "www.resumodiario.com.br[8]";
- Peixoto Feed e seu endereço é:  Aplicativo de Android
- Notícia Vip - Seu endereço é: "www.noticiavip.com.br[9]";
- Nortão MT - Seu endereço é: "www.nortaomt.com.br[10]";
- Prefeitura - Seu endereço é: "www.peixotodeazevedo.mt.gov.br[11]".

Contudo, vale ressaltar que Peixoto de Azevedo também recebe o sinal da TV OURO MINAS Canal-06, emissora do SBT de Matupá, cujo faturamento também depende do comércio peixotense. 

## Cultura
A cultura de Peixoto de Azevedo é muito variada, embora os habitantes descendam de várias regiões do país. Dentre os principais, se destacam o artesanato, a culinária, a dança, a música, dentre outros.
O artesanato, por exemplo, faz parte do meio de vida da maioria da população, principalmente da classe baixa. Porém, são muitos os artistas que se destacam.
Entretanto, as atividades que mais se destaca em Peixoto de Azevedo, é sem dúvida, a música e o esporte. Vários cantores peixotenses possuem talentos de sobra, principalmente entre a classe jovem. Alguns cantores de Peixoto de Azevedo se destacam até fora da cidade garantindo sempre o primeiro lugar em concursos de música, o mesmo pode-se referir ao meio esportivo.
Outro exemplo da cultura peixotense é o Paco-paco ou Jerico (popular utilizado,Girico). É um tipo de carro que foi inventado na época do garimpo, acredita-se que foi inventado por garimpeiros gaúchos que se encontravam na região. Consiste em um chassi de caminhonete ou jipe com um motor (usado na extração de garimpo) na frente, O nome "Paco-paco" foi dado devido ao tom pejorativo do barulho causado pela "batida" do motor. Já o nome "Girico" vem de uma gíria rural Jerico dado ao burro, asno e ao jumento em comparação ao veículo ser útil para cargas, mas não ser um carro registrado nacionalmente.
Funciona a diesel e faz de 10 a 15 quilômetros por litro, sendo que alguns modelos chegam a fazer 30 km por litro. O veículo já ganhou destaque na imprensa internacional, no qual foi matéria principal de um documentário europeu. Espalhou-se muito rápido na região, e em algumas partes do Brasil e pelo fato do veículo não ser um veículo registrado, o utilizador não é obrigado a possuir a Carteira Nacional de Habilitação, e devido a isto, sua circulação foi proibida por lei nas cidades circunvizinhas; já em Peixoto, o mesmo foi proibido de circular no centro da cidade.
Atualmente ainda é fabricado na cidade, fazendo de Peixoto o maior produtor de Giricos da América Latina. Estima-se que existem cerca de mais de 600 paco-pacos em Peixoto e entre suas cidades circunvizinhas. Era muito usado no garimpo e hoje faz parte do meio de vida de muitos micros produtores rurais do município.
Por James Dean

### Acidente com o Boeing da Gol Voo 1907
O município ganhou os noticiários na manhã de 30 de setembro de 2006, quando em seu território (próximo à Fazenda Jarinã) foram localizados os destroços resultantes do segundo maior acidente aéreo ocorrido no Brasil. Trata-se do Voo Gol 1907. O acidente ocorreu na tarde de 29 de setembro de 2006, provocado pela colisão entre um Boeing 737 da empresa GOL Transportes Aéreos e o jato executivo Embraer Legacy, ocasionando a morte de 154 passageiros. Para visualizar o local onde a aeronave caiu no Google Earth, dirija-se às coordenadas: 10 29 S 53 15 W. Este ponto fica a aproximadamente duzentos quilômetros a sudoeste da sede da cidade de Peixoto de Azevedo.

## Últimos prefeitos eleitos
| Ano  | Prefeito                               | Partido | Votos  | %      | Ref    |
| ---- | -------------------------------------- | ------- | ------ | ------ | ------ |
| 2004 | Baiana Heller                          | PL      | 5 040  | 36,08  | [ 12 ] |
| 2008 | Dr Sinvaldo                            | PP      | 10 140 | 73,79  | [ 13 ] |
| 2012 | Dr Sinvaldo                            | PSD     | 7 305  | 53,86  | [ 14 ] |
| 2016 | Mauricio Do Posto Caramujo             | PSDB    | 8 535  | 63,38  | [ 15 ] |
| 2020 | Mauricio                               | PSD     | 6 552  | 42,18  | [ 16 ] |
| 2024 | Nilmar Nunes de Miranda, o Paulistinha | União   | 6.415  | 37,91% |        |